# Il Risorto appare alla Madre
Il Risorto appare alla Madre è un dipinto di Tiziano compiuto nel 1554 e oggi conservato nella chiesa dell'Assunzione della Vergine di Medole, in provincia di Mantova.

## Descrizione e stile
Il dipinto, eseguito a Medole dove il pittore si trovava, ospite del nipote arciprete della chiesa parrocchiale, fa parte della serie di opere concepite da Tiziano in tarda età ed è l'unica pala del pittore   rimasta nel mantovano.
Rappresenta il Cristo Risorto che appare alla Madre, genuflessa ai suoi piedi, circondato da una luce penetrante e di cherubini. Alle spalle di Cristo appaiono quattro figure in  penombra, Noè, Abramo, Adamo che porta la croce ed Eva.
La tela partecipò nel 1935 alla grande mostra su Tiziano tenutasi a Venezia e nel 1974 fu a Mantova in occasione della mostra “Tesori d'arte nella terra dei Gonzaga”.
Nell'aprile del 1968 il quadro venne trafugato e ritrovato il 12 maggio seguente. Il furto provocò danni all'opera, che venne restaurata dall'Istituto Centrale del Restauro di Roma. Venne restituito alla collettività di Medole nel 1971.